# آنجلو سودانو
آنجلو سودانو (انگلیسی: Angelo Sodano; ۲۳ نوامبر ۱۹۲۷ – ۲۷ مهٔ ۲۰۲۲) اسقف اعظم اهل ایتالیا بود. او از سال ۲۰۰۵ تا ۲۰۱۹ رئیس کالج کاردینال‌ها و از سال ۱۹۹۱ تا ۲۰۰۶ وزیر امور خارجه کاردینال بود. سودانو اولین فردی بود که  از سال ۱۸۲۸ همزمان در موضع رئیس و وزیر امور خارجه خدمت کرد.

## مرگ
سودانو بر اثر عوارض ناشی از کووید-۱۹ و ذات الریه در ۲۷ مهٔ ۲۰۲۲ در سن ۹۴ سالگی درگذشت.